# چک تخته‌سنگ
چک تخته‌سنگ (نام علمی: Pinarornis plumosus) نام یک گونه از تیره مگس‌گیران است.